# Kaksat
Kaksat (en rus: Каксат) és un poble de l'óblast d'Irkutsk, a Rússia, que en el cens del 2010 tenia 81 habitants.